# Governo Yousaf
Il Governo Yousaf è stato l'esecutivo devoluto scozzese, in carica dal 29 marzo 2023, con la nomina di Humza Yousaf a Primo ministro presso la Corte di sessione, fino al 7 maggio 2024. La nomina seguì le dimissioni di Nicola Sturgeon come primo ministro e leader del Partito Nazionale Scozzese (SNP) il 15 febbraio, che portarono a una elezione per la leadership, vinta da Yousaf.
Il Partito Verde Scozzese votò per rimanere al governo insieme al SNP, pertanto il governo Yousaf continuò con il precedente accordo di coalizione, con una maggioranza indipendentista. Il governo consistette di sei donne e tre uomini, il primo governo a maggioranza femminile.
Il patto con i Verdi si sciolse nell'aprile 2024, portando alle dimissioni del primo ministro Yousaf e all'elezione di un nuovo leader del SNP, John Swinney. Yousaf rassegnò le dimissioni, venendo succeduto da Swinney, che formò un nuovo governo l'8 maggio 2024.

## Situazione parlamentare

### Da marzo 2023 ad aprile 2024
| Camera              | Collocazione | Partiti                                                  | Seggi    |
| ------------------- | ------------ | -------------------------------------------------------- | -------- |
| Parlamento scozzese | Maggioranza  | SNP (63), Verdi (7)                                      | 70 / 129 |
| Parlamento scozzese | Opposizione  | Conservatori (31), Laburisti (22), Lib-Dem (4), Alba (1) | 58 / 129 |

### Da aprile a maggio 2024
| Camera              | Collocazione         | Partiti                                                             | Seggi    |
| ------------------- | -------------------- | ------------------------------------------------------------------- | -------- |
| Parlamento scozzese | Governo di minoranza | SNP (63)                                                            | 63 / 129 |
| Parlamento scozzese | Opposizione          | Conservatori (31), Laburisti (22), Verdi (7), Lib-Dem (4), Alba (1) | 65 / 129 |

## Composizione da marzo 2023 a febbraio 2024
Indipendenti
     Partito Nazionale Scozzese
| Carica                                                                                                   | Titolare                | Titolare        | Partito politico           | Partito politico |
| --- | ----------------------- | --------------- | -------------------------- | ---------------- |
| Primo Ministro                                                                                           |                         | Humza Yousaf    | Partito Nazionale Scozzese |                  |
| Vice Primo Ministro e Segretario di Gabinetto per l'Economia                                             | Shona Robison           |                 | Partito Nazionale Scozzese |                  |
| Segretario di Gabinetto per la Ripresa del Sistema Sanitario Nazionale, la Sanità e l'Assistenza Sociale | Michael Matheson        |                 | Partito Nazionale Scozzese |                  |
| Segretario di Gabinetto per l'Istruzione e le Competenze                                                 | Jenny Gilruth           |                 | Partito Nazionale Scozzese |                  |
| Ministro dei Trasporti, del Net Zero e della Transizione Ecologica                                       | Màiri McAllan           |                 | Partito Nazionale Scozzese |                  |
| Segretario di Gabinetto per l'Economia del Benessere, per il Lavoro Equo e per l'Energia                 | Neil Gray               |                 | Partito Nazionale Scozzese |                  |
| Segretario di Gabinetto per gli Affari Rurali, la Riforma Agricola e le Isole                            | Mairi Gougeon           |                 | Partito Nazionale Scozzese |                  |
| Segretario di Gabinetto per la Costituzione, gli Affari Esteri e la Cultura                              | Angus Robertson         |                 | Partito Nazionale Scozzese |                  |
| Segretario di Gabinetto per la Giustizia Sociale                                                         | Shirley-Anne Somerville |                 | Partito Nazionale Scozzese |                  |
| Segretario di Gabinetto per la Giustizia e gli Affari Domestici                                          | Angela Constance        |                 | Partito Nazionale Scozzese |                  |
| Segretario permanente                                                                                    |                         | John-Paul Marks | Indipendente               |                  |
| Lord avvocato                                                                                            | Dorothy Bain            |                 | Indipendente               |                  |
| Ministro per gli affari parlamentari                                                                     |                         | George Adam     | Partito Nazionale Scozzese |                  |

## Composizione da febbraio ad aprile 2024
Indipendenti
     Partito Nazionale Scozzese
| Carica                                                                                                   | Titolare                | Titolare        | Partito politico           | Partito politico |
| --- | ----------------------- | --------------- | -------------------------- | ---------------- |
| Primo Ministro                                                                                           |                         | Humza Yousaf    | Partito Nazionale Scozzese |                  |
| Vice Primo Ministro e Segretario di Gabinetto per l'Economia                                             | Shona Robison           |                 | Partito Nazionale Scozzese |                  |
| Segretario di Gabinetto per la Ripresa del Sistema Sanitario Nazionale, la Sanità e l'Assistenza Sociale | Neil Gray               |                 | Partito Nazionale Scozzese |                  |
| Segretario di Gabinetto per l'Istruzione e le Competenze                                                 | Jenny Gilruth           |                 | Partito Nazionale Scozzese |                  |
| Ministro del Net Zero e della Transizione Ecologica                                                      | Màiri McAllan           |                 | Partito Nazionale Scozzese |                  |
| Ministro dei Trasporti                                                                                   | Fiona Hyslop            |                 | Partito Nazionale Scozzese |                  |
| Segretario di Gabinetto per l'Economia del Benessere, per il Lavoro Equo e per l'Energia                 | Neil Gray               |                 | Partito Nazionale Scozzese |                  |
| Segretario di Gabinetto per gli Affari Rurali, la Riforma Agricola e le Isole                            | Mairi Gougeon           |                 | Partito Nazionale Scozzese |                  |
| Segretario di Gabinetto per la Costituzione, gli Affari Esteri e la Cultura                              | Angus Robertson         |                 | Partito Nazionale Scozzese |                  |
| Segretario di Gabinetto per la Giustizia Sociale                                                         | Shirley-Anne Somerville |                 | Partito Nazionale Scozzese |                  |
| Segretario di Gabinetto per la Giustizia e gli Affari Domestici                                          | Angela Constance        |                 | Partito Nazionale Scozzese |                  |
| Segretario permanente                                                                                    |                         | John-Paul Marks | Indipendente               |                  |
| Lord avvocato                                                                                            | Dorothy Bain            |                 | Indipendente               |                  |
| Ministro per gli affari parlamentari                                                                     |                         | George Adam     | Partito Nazionale Scozzese |                  |

## Composizione da aprile a maggio 2024
Indipendenti
     Partito Nazionale Scozzese
| Carica                                                                                                   | Titolare                | Titolare        | Partito politico           | Partito politico |
| --- | ----------------------- | --------------- | -------------------------- | ---------------- |
| Primo Ministro                                                                                           |                         | Humza Yousaf    | Partito Nazionale Scozzese |                  |
| Vice Primo Ministro e Segretario di Gabinetto per l'Economia                                             | Shona Robison           |                 | Partito Nazionale Scozzese |                  |
| Segretario di Gabinetto per la Ripresa del Sistema Sanitario Nazionale, la Sanità e l'Assistenza Sociale | Neil Gray               |                 | Partito Nazionale Scozzese |                  |
| Segretario di Gabinetto per l'Istruzione e le Competenze                                                 | Jenny Gilruth           |                 | Partito Nazionale Scozzese |                  |
| Ministro del Net Zero ed Energia                                                                         | Màiri McAllan           |                 | Partito Nazionale Scozzese |                  |
| Ministro dei Trasporti                                                                                   | Fiona Hyslop            |                 | Partito Nazionale Scozzese |                  |
| Segretario di Gabinetto per l'Economia del Benessere, per il Lavoro Equo e per l'Energia                 | Neil Gray               |                 | Partito Nazionale Scozzese |                  |
| Segretario di Gabinetto per gli Affari Rurali, la Riforma Agricola e le Isole                            | Mairi Gougeon           |                 | Partito Nazionale Scozzese |                  |
| Segretario di Gabinetto per la Costituzione, gli Affari Esteri e la Cultura                              | Angus Robertson         |                 | Partito Nazionale Scozzese |                  |
| Segretario di Gabinetto per la Giustizia Sociale                                                         | Shirley-Anne Somerville |                 | Partito Nazionale Scozzese |                  |
| Segretario di Gabinetto per la Giustizia e gli Affari Domestici                                          | Angela Constance        |                 | Partito Nazionale Scozzese |                  |
| Segretario permanente                                                                                    |                         | John-Paul Marks | Indipendente               |                  |
| Lord avvocato                                                                                            | Dorothy Bain            |                 | Indipendente               |                  |
| Ministro per gli affari parlamentari                                                                     |                         | George Adam     | Partito Nazionale Scozzese |                  |